# 圭三ミュージカルプレゼント
『日立ファミリーステージ 圭三ミュージカルプレゼント』（ひたちファミリーステージ けいぞうミュージカルプレゼント）は、1965年4月19日から同年9月27日まで、日本テレビ系列局で放送されていた日本テレビ製作のコメディ番組である。日立製作所の一社提供。全17回。放送時間は毎週月曜 21:00 - 21:30 （日本標準時）。
ハナ肇とクレージーキャッツがゲストの若手歌手たちとともに古今東西の物語をモチーフにしたミュージカルに挑戦。司会は高橋圭三が務めていた。

## 出演者
- 高橋圭三
- ハナ肇とクレージーキャッツ
- ゲストの若手歌手

## スタッフ
- 演出：秋元近史
- 音楽：東海林修、宮川直、山本直純

## サブタイトル
1. アルト・ハイデルベルク
2. 寺木留博士と拝藤氏
3. アリババと40人の盗賊
4. 切られの与三
5. （不明）
6. 真説・ねずみ小僧次郎吉
7. （不明）
8. バック・ミラーの幻想曲
9. ウェディング・マーチ
10. 俺は天下の裏切
11. （不明）
12. ソロバン忍者
13. （不明）
14. ショー！ショー！ショー！
15. 虹色お化け
16. コンビは楽し
17. （不明）

参考：『毎日新聞縮刷版』毎日新聞社、1965年4月19日 - 同年9月27日付のラジオ・テレビ欄。